# Popoli indigeni minori della Russia
I popoli indigeni meno numerosi della Russia sono una categoria di 40 gruppi etnici indigeni ufficialmente riconosciuti dal governo russo. La categoria è inclusa nella "lista dei popoli indigeni minori della Russia" (in russo Единый перечень коренных малочисленных народов России?), approvata dal governo il 24 marzo 2000.
Questi popoli rispettano i seguenti criteri:
- vivono attualmente nelle loro terre d'origine;
- hanno conservato, nel corso del tempo, usi, costumi e tradizioni;
- riconoscono se stessi come una etnia separata.

Alcuni di essi, come i Soyot, sono stati riconosciuti solo dopo la dissoluzione dell'Unione Sovietica. Altri percepiscono benefici di legge per il supporto alle tradizioni popolari e alle lingue d'origine. Dieci di questi popoli contano meno di 1 000 componenti e 11 di loro vivono oltre il circolo polare artico.

## I gruppi

### Estremo nord
- Aleutini (Алеуты): Kraj di Kamčatka
- Alutor (Алюторцы): Circondario dei Coriacchi
- Čukči (чукчи): Circondario autonomo di Čukotka, Oblast' di Magadan, Circondario dei Coriacchi
- Ciuvani (чуванцы): Circondario autonomo di Čukotka, Oblast' di Magadan
- Dolgani (долганы): Circondario del Tajmyr, Kraj di Krasnojarsk, Sacha-Jacuzia
- Enzi (энцы): Circondario del Tajmyr
- Yuit, Inuit (эскимосы): Circondario autonomo di Čukotka
- Itelmeni (ительмены): Kraj di Kamčatka, Oblast' di Magadan
- Kamchadal (камчадалы, un termine generico per definire la popolazione della penisola di Kamčatka): Kraj di Kamčatka, Circondario dei Coriacchi
- Cherechi (кереки): Circondario autonomo di Čukotka
- Komi ufficialmente riconosciuti come Komi-Izhemtsy, Ižma Komi (Коми-ижемцы, altro nome: Izvataz): a nord della Repubblica dei Komi
- Coriachi (коряки): Kraj di Kamčatka, Circondario autonomo di Čukotka, Oblast' di Magadan
- Nenci (ненцы): Circondario autonomo Jamalo-Nenec, Circondario del Tajmyr, Circondario autonomo degli Chanty-Mansi-Jugra, Oblast' di Arcangelo, Repubblica dei Komi
- Nganaseni (Tavgi) (нганасаны): Circondario del Tajmyr, Kraj di Krasnojarsk
- Sami (саамы, саамы): Oblast' di Murmansk
- Vepsi (*) (вепсы): Repubblica di Carelia, Oblast' di Leningrado
- Jukaghiri (юкагиры): Sacha-Jacuzia, Circondario autonomo di Čukotka, Oblast' di Magadan

### Siberia centrale
- Čulym (чулымцы): Kraj di Krasnojarsk
- Evenchi  (obsoleto: Tungusi) (эвенки): Sacha-Jacuzia, Circondario degli Evenki, Kraj di Krasnojarsk, Kraj di Chabarovsk, Oblast' dell'Amur, Oblast' di Sachalin, Repubblica di Buriazia, Oblast' di Irkutsk, Oblast' di Chita, Oblast' di Tomsk, Oblast' di Tjumen'
- Eveni (эвены) (obsoleto: Lamuti (ламуты)): Sacha-Jacuzia, Kraj di Chabarovsk, Oblast' di Magadan, Circondario autonomo di Čukotka, Circondario dei Coriacchi, Oblast' di Kamčatka
- Ket (кеты): Kraj di Krasnojarsk
- Chanty (Ostyak) (ханты)
- Mansi (Voguli, obsoleto) (манси): Circondario autonomo degli Chanty-Mansi-Jugra, Oblast' di Tjumen', Oblast' di Sverdlovsk, Repubblica dei Komi
- Selcupi[1] (селькупы): Circondario autonomo Jamalo-Nenec, Oblast' di Tjumen', Oblast' di Tomsk, Kraj di Krasnojarsk
- Teleuti (телеуты): Oblast' di Kemerovo

### Estremo oriente
- Nanai  (plurale russo: Nanajcy нанайцы): Kraj di Chabarovsk, Territorio di Primorje, Oblast' di Sachalin
- Negidal (негидальцы): Kraj di Chabarovsk
- Nivchi (нивхи): Kraj di Chabarovsk, Oblast' di Sachalin
- Oroci  (tribù evenca del fiume Oro) (орочи): Kraj di Chabarovsk
- Oroki (Ulta) (ороки, ульта): Oblast' di Sachalin
- Tazi (тазы): Territorio di Primorje
- Udege (удэгейцы): Territorio di Primorje, Kraj di Chabarovsk
- Ulchi (ульчи): Kraj di Chabarovsk

### Siberia meridionale
- Cumandini (кумандинцы): Kraj di Altaj, Repubblica dell'Altaj, Oblast' di Kemerovo
- Shalgan (челканцы): Repubblica dell'Altaj
- Šori (шорцы): Oblast' di Kemerovo, Hakassia, Repubblica dell'Altaj
- Soyot (сойоты): Repubblica di Buriazia
- Telengiti (теленгиты): Repubblica dell'Altaj
- Tofalari (тофалары): Oblast' di Irkutsk
- Tubalari (тубалары): Repubblica dell'Altaj
- Tuvani-Togini (Tuvincy-Todžincy, тувинцы-тоджинцы): Repubblica di Tuva